# Народна демократична република Йемен
Народна демократична република Йемен (на арабски: جمهورية اليمن الديمقراطية الشعبية Jumhūrīyat al-Yaman ad-Dīmuqrāṭīyah ash-Sha‘bīyah), по-често наричана Южен Йемен, е бивша държава в южния край на Арабския полуостров.
Съществувала е от 30 ноември 1967 г. до 22 май 1990 г. До 30 ноември 1970 г. се е наричала Народна република Южен Йемен. На 22 май 1990 г. се обединява с Йеменската арабска република (Северен Йемен) в Република Йемен.

## История
Интересите на Великобритания в този регион датират още от времето на Наполеоновите войни. Те завземат Аден, Цейлон и Южна Африка, за да се противопоставят на разпространението на френското влияние. Местните са недоволни от британското управление, в резултат на което възниква партизанско движение. През октомври 1967 г. почти цялата територия на Южен Йемен се намира в ръцете на патриотите. При тези условия британските управляващи кръгове са принудени да започнат преговори с представителите на Националния фронт. На 29 ноември 1967 г. и последният британски войник напуска територията на Южен Йемен, а на следващия ден 30 ноември 1967 г. е провъзгласено създаването на Народна република Южен Йемен.
Младата република от първия ден на своето съществуване се сблъсква с редица сериозни трудности – закриването на Суецкия канал, около 200 000 безработни, заети преди това в британската администрация, липса на единство в редовете на Националния фронт. Съществуването на новата държава е под заплаха, за което способстват дейността на дясното крило на републиканците от Северен Йемен, режимът на Саудитска Арабия. САЩ и Великобритания също смятат, че техните интереси в региона са заплашени.
Новото правителство си поставя като най-важна задача да се преодолее бедността, социалното неравенство и да се поведе държавата по нов път на развитие. В своето първо официално обръщение президентът Кахтан аш Шааби обявява началото на социалистическата революция, заявявайки, че ще поддържа политика на позитивен неутралитет в отношенията със Северен Йемен и че ще поддържа революционното движение в Палестина и страните от Персийския залив.
На 30 ноември 1970 г. Народна република Южен Йемен се преименува на Народна демократична република Йемен. Следват години на ожесточена борба между привърженици на различни идеи и партии, което коства около 10 хиляди човешки живота. Около 60 хиляди души емигрират към Северен Йемен.
На 22 май 1990 г. 2-те йеменски държави се обединяват в Република Йемен.

## Административно-териториално деление
Южен Йемен е разделен на 6 области (мухафази):
- I. Аден
- II. Лахдж
- III. Абаян
- IV. Шабва
- V. Хадрамаут
- VI. Махра